# Łojdy
Łojdy est un village polonaise de la voïvodie de Varmie-Mazurie, dans le powiat de Bartoszyce.